# Lee Chul-seung
Lee Chul-seung (Gimcheon, 29 de junho de 1972) é um mesa-tenista sul-coreano. 

## Carreira
Lee Chul-seung representou seu país nos Jogos Olímpicos de 1992, 1996, 2000 e 2004, na qual conquistou a medalha de bronze duas vezes em duplas. 